# Kabinett Menachem Begin I
Das Kabinett Menachem Begin I wurde in Israel am 20. Juni 1977 von Ministerpräsident Menachem Begin vom Likud gebildet. Zuvor kam es am 17. Mai 1977 zur Wahl der neunten Knesset. Das Kabinett löste das Kabinett Jitzchak Rabin I ab und blieb bis zum 5. August 1981 im Amt, woraufhin das Kabinett Menachem Begin II gebildet wurde. Zuvor fand am 30. Juni 1981 die Wahl zur zehnten Knesset statt. Dem Kabinett gehörten Minister der Nationalliberale Bewegung (Likud), der Demokratischen Bewegung des Wandels (Tnu’a Demokratit LeSchinui (Dash)) sowie der Nationalreligiösen Partei (Miflaga datit le'umit / Mafdal) an.

## Kabinett
| Das Kabinett Menachem Begin I                 | Das Kabinett Menachem Begin I                                | Das Kabinett Menachem Begin I | Das Kabinett Menachem Begin I                   | Das Kabinett Menachem Begin I                       | Das Kabinett Menachem Begin I |
| Position                                      | Person                                                       | Bild                          | Beginn der Amtszeit                             | Ende der Amtszeit                                   | Partei                        |
| --------------------------------------------- | ------------------------------------------------------------ | ----------------------------- | ----------------------------------------------- | --------------------------------------------------- | ----------------------------- |
| Ministerpräsident                             | Menachem Begin                                               |                               | 20. Juni 1977                                   | 5. August 1981                                      | Likud                         |
| Stellvertretender Ministerpräsident           | Jigael Jadin                                                 |                               | 24. Oktober 1977                                | 5. August 1981                                      | Dash                          |
| Stellvertretender Ministerpräsident           | Simcha Ehrlich                                               |                               | 20. Juni 1977                                   | 5. August 1981                                      | Likud                         |
| Finanzminister                                | Simcha Ehrlich Jigal Hurwitz Joram Aridor                    |                               | 20. Juni 1977 7. November 1979 21. Januar 1981  | 7. November 1979 13. Januar 1981 5. August 1981     | Likud                         |
| Minister für Religionsangelegenheiten         | Aharon Abuchazira                                            |                               | 20. Juni 1977                                   | 5. August 1981                                      | Mafdal                        |
| Minister für Inneres und Polizei              | Josef Burg                                                   |                               | 20. Juni 1977                                   | 5. August 1981                                      | Mafdal                        |
| Außenminister                                 | Mosche Dajan Menachem Begin (kommissarisch) Jitzchak Schamir |                               | 20. Juni 1977 23. Oktober 1979 10. März 1980    | 23. Oktober 1979 10. März 1980 5. August 1981       | Likud                         |
| Minister für Handel, Industrie und Tourismus  | Jigal Hurwitz Gideon Patt                                    |                               | 20. Juni 1977 15. Januar 1979                   | 1. Oktober 1978 5. August 1981                      | Likud                         |
| Minister für Bildung, Kultur und Sport        | Sebulon Hammer                                               |                               | 20. Juni 1977                                   | 5. August 1981                                      | Mafdal                        |
| Verteidigungsminister                         | Ezer Weizmann Menachem Begin                                 |                               | 20. Juni 1977 28. Mai 1980                      | 26. Mai 1980 5. August 1981                         | Likud                         |
| Minister für die Integration von Einwanderern | David Levy                                                   |                               | 20. Juni 1977                                   | 5. August 1981                                      | Likud                         |
| Minister für Energie und Infrastruktur        | Jitzchak Modai                                               |                               | 20. Juni 1977                                   | 5. August 1981                                      | Likud                         |
| Minister für Bauwesen                         | Gideon Patt David Levy                                       |                               | 20. Juni 1977 15. Januar 1979                   | 15. Januar 1979 5. August 1981                      | Likud                         |
| Gesundheitsminister                           | Elieser Schostak                                             |                               | 20. Juni 1977                                   | 5. August 1981                                      | Likud                         |
| Landwirtschaftsminister                       | Ariel Scharon                                                |                               | 20. Juni 1977                                   | 5. August 1981                                      | Likud                         |
| Justizminister                                | Shmuel Tamir Mosche Nissim                                   |                               | 24. Oktober 1977 13. August 1980                | 5. August 1980 5. August 1981                       | Dash Likud                    |
| Minister für Verkehr                          | Meir Amit Chaim Landau                                       |                               | 24. Oktober 1977 15. Januar 1979                | 15. September 1978 5. August 1981                   | Dash Likud                    |
| Kommunikation                                 | Meir Amit Jitzchak Modai Joram Aridor                        |                               | 24. Oktober 1977 15. Januar 1979 5. Januar 1981 | 15. September 1978 22. Dezember 1980 5. August 1981 | Dash Likud                    |
| Minister für Arbeit und soziale Fürsorge      | Jisrael Katz                                                 |                               | 24. Oktober 1977                                | 5. August 1981                                      | Dash                          |
| Minister ohne Geschäftsbereich                | Chaim Landau                                                 |                               | 10. Januar 1978                                 | 15. Januar 1979                                     | Likud                         |
| Minister ohne Geschäftsbereich                | Moshe Nissim                                                 |                               | 10. Januar 1978                                 | 13. August 1980                                     | Likud                         |